# Chained (1934)
Chained (bra: Acorrentada) é um filme estadunidense de 1934, do gênero drama romântico, dirigido por Clarence Brown, e estrelado por Joan Crawford e Clark Gable. Ward Bond e Mickey Rooney apareceram brevemente em papéis menores não-creditados.
A trama foca em uma mulher apaixonada por seu chefe que embarca em um cruzeiro e acaba conhecendo um novo alguém. Este foi o quinto dos oito filmes que Crawford e Gable co-estrelaram juntos.

## Sinopse
Richard Field (Otto Kruger), um magnata da navegação, pede o divórcio à sua esposa Louise (Marjorie Gateson) para poder se casar com Diane "Dinah" Lovering (Joan Crawford), sua secretária. Louise se recusa a aceitar o divórcio e Diane, que o ama profundamente, se oferece para ser sua amante. Embora esteja desesperadamente apaixonado, Richard sabe o que o caso significaria para ela, então ele a envia em um longo cruzeiro para que ela pense em toda a situação. No cruzeiro, Michael Bradley (Clark Gable), um carismático fazendeiro argentino, decide seduzi-la, e eles acabam se apaixonando. Ela retorna à cidade de Nova Iorque para contar a Richard sobre sua nova paixão, mas descobre que ele abandonou seus filhos e finalmente se divorciou, estando agora livre para ficar com ela.

## Elenco
- Joan Crawford como Diane "Dinah" Lovering
- Clark Gable como Michael "Mike" Bradley
- Otto Kruger como Richard I. Field
- Stuart Erwin como John L. "Johnnie" Smith
- Una O'Connor como Amy, a empregada de Diane
- Marjorie Gateson como Louise Field
- Akim Tamiroff como Pablo, o chef do rancho
- Ward Bond como Comissário De Bordo (não-creditado)
- Mickey Rooney como Menino na Piscina (não-creditado)

## Produção
Os títulos de produção do filme foram "Sacred" e "Profane Love". Este foi o primeiro de oito filmes que Crawford faria com o diretor de fotografia George Folsey, que descobriu um esquema de iluminação que enfatizava as melhores características de Crawford depois de perceber como a luz suave de um único pequeno holofote iluminava seus olhos e maçãs do rosto. Crawford ficou emocionada com o efeito e exigiu o mesmo tipo de iluminação no resto de sua carreira.

## Recepção
O Motion Picture Herald observou: "O espetáculo dos elementos de entretenimento que esse filme trata é antigo e solidamente estabelecido. Os principais atores ... estão entre os maiores expoentes do tipo de tema romântico, que é sua motivação".
Richard Watts, Jr., crítico do New York Herald Tribune, escreveu: "as duas estrelas, que certamente conhecem o seu ofício, decidem sabiamente passar o tempo espalhando charme e personalidade por todos os lados, o que obviamente é o que o filme exige para atrair o público."

### Bilheteria
De acordo com os registros da Metro-Goldwyn-Mayer, o filme arrecadou US$ 1.301.000 nacionalmente e US$ 687.000 no exterior, totalizando US$ 1.988.000 mundialmente. O retorno lucrativo da produção foi de US$ 732.000.